# Мазроль-дю-Разес
Мазро́ль-дю-Разе́с (фр. Mazerolles-du-Razès) — коммуна во Франции, находится в регионе Лангедок — Руссильон. Департамент коммуны — Од. Входит в состав кантона Алень. Округ коммуны — Лиму.
Код INSEE коммуны — 11228.

## Население
Население коммуны на 2008 год составляло 173 человека.
| 1962 | 1968 | 1975 | 1982 | 1990 | 1999 | 2008 |
| ---- | ---- | ---- | ---- | ---- | ---- | ---- |
| 293  | 265  | 213  | 180  | 179  | 181  | 173  |

## Экономика
В 2007 году среди 95 человек в трудоспособном возрасте (15—64 лет) 62 были активными, 33 — неактивными (показатель активности — 65,3 %, в 1999 году было 66,0 %). Из 62 активных работали 51 человек (32 мужчины и 19 женщин), безработных было 11 (7 мужчин и 4 женщины). Среди 33 неактивных 7 человек были учащимися или студентами, 9 — пенсионерами, 17 были неактивными по другим причинам.